# Sony Alpha 7C
- -
Le Sony Alpha 7C (typographié α 7C et référencé ILCE-7C) est un appareil photographique hybride compact expert plein format équipé de la monture E, annoncé en octobre 2020. D'après Sony, il s'agit du plus petit et du plus léger appareil hybride plein format équipé d'un stabilisateur d'image.